# Grand Ledge
Grand Ledge – miasto w Stanach Zjednoczonych, w stanie Michigan, w hrabstwie Clinton.